# كريستوفر داهل (ربان)
كريستوفر داهل (بالنرويجية: Christopher Dahl)‏ (و. 1898 – 1966 م) هو ربان ‏ نرويجي، ولد في أوسلو، شارك في الألعاب الأولمبية الصيفية 1924، توفي عن عمر يناهز 68 عاماً.

## روابط خارجية
- كريستوفر داهل على موقع أوليمبيديا (الإنجليزية)